# José Nat
José Nat (Montauban, 12 de setembre de 1887 - Montauban, 15 de juny de 1962) va ser un ciclista francès, que fou professional durant els anys 20 del segle passat. La seva principal victòria és una etapa a la Volta a Catalunya de 1920.

## Palmarès
- 1920
  - Vencedor d'una etapa a la Volta a Catalunya
  - Vencedor d'una etapa a la Sant Sebastià-Madrid

### Resultats al Tour de França
- 1920. Abandona (6a etapa)